# Towada
Pour les articles homonymes, voir Towada (homonymie).
Towada (十和田市, Towada-shi) est une ville du Japon située dans la préfecture d'Aomori.

## Géographie

### Situation
Towada est située au sud-est du chef-lieu de la préfecture d'Aomori, Aomori, dans le nord de l'île principale de l'archipel japonais de Honshū. Environ 555 km au nord-est de l'agglomération de Tokyo, elle s'étire du lac Towada au sud-ouest jusqu'au lac Ogawara (3 km au nord-est).

### Démographie
Au 1er février 2018, la ville de Towada rassemblait 62 249 habitants (52,1 % de femmes) répartis sur une superficie totale de 725,67 km2 (85,8 hab./km2). Elle en comptait 49 125 en 1950, puis 69 630 en 2000 (près de 42 % d'augmentation),.

### Hydrographie
Towada est traversée par le fleuve Oirase dont le cours se développe depuis la rive est du lac Towada, d'abord vers le nord puis l'est, en direction de l'océan Pacifique.

## Histoire

### Sanbongihara
Au Xe siècle, l'éruption du volcan Towada, en 905, suivie quarante et un ans plus tard, de celle du mont Paektu, point culminant de la Corée, à 2 744 m d'altitude, entraîne une accumulation de cendres volcaniques sur le sol de Sanbongihara, un plateau s'étendant d'ouest en est sur environ 30 km, à l'est des monts Hakkōda. En quelques décennies, l'endroit devient une vaste zone sèche,. Une carte du domaine de Morioka datant de 1644 atteste cependant l'existence, dans le sud du plateau, de quelques zones d'habitations le long de la rive droite du fleuve Oirase. Une carte plus détaillée de 1665 confirme la présence d'un village nommé Sanbongi,.

### Développement du village de Sanbongi
En 1855, Nitobe Tsutō, un ancien marchand spécialisé dans le commerce du bois devenu un conseiller samouraï du clan Nanbu, fait creuser un canal d'irrigation à travers Sanbongihara afin d'y développer la riziculture. Le projet, qui a mobilisé 210 531 personnes, est achevé en mai 1859 ; une partie des eaux du fleuve Oirase, unique émissaire du lac Towada, est détournée vers le plateau aride de Sanbongi sur lequel 300 ha de champs de riz sont aménagés. Le canal, appelé rivière Inaoi, est prolongé durant les années suivantes jusqu'à atteindre l'océan Pacifique. Il est nationalisé en 1937 et, dans les années 2010, il forme un système d'irrigation comprenant 60 km de canaux.
À partir de 1860, suivant les traces de son père, Nitobe Jūjirō entreprend de développer, sur la rive droite de la rivière Inaoi, le village de Sanbongi, une cité agricole comprenant quelques dizaines d'habitations et dont l'existence est attestée depuis au moins 1665 par des documents historiques. L'extension urbaine, d'une superficie de 1,3 km2 et nommée Inaoi-chō, est construite selon un plan hippodamien, sur le modèle de l'ancienne capitale impériale Kyoto,. Grâce au canal, la production de riz augmente, l'agriculture se diversifie, notamment dans le secteur de l'élevage équin qui connaît une période faste jusqu'en 1945, du fait de la demande soutenue de l'Armée impériale japonaise,.

### Création de la ville de Towada
En 1889, en application du nouveau système d'administration des municipalités mis en place par le gouvernement de Meiji, les villages de Fujisaka, Ōfukanai, Shiwa et Sanbongi sont officiellement créés. En 1910, Sanbongi devient un bourg. Sanbongi continue de s'agrandir durant la période de reconstruction d'après la Seconde Guerre mondiale. Durant l'année 1955, les villages de Fujisaka, d'Ōfukanai et Shiwa fusionnent avec le bourg de Sanbongi pour former la ville de Sanbongi qui rassemble alors, selon les résultats d'un recensement national, 42 827 habitants. En 1956, la ville est rebaptisée Towada,. À l'occasion du 10e anniversaire de la ville, l'hôtel de ville est inauguré ainsi que le musée mémorial Nitobe consacré à la vie et l'œuvre de la famille Nitobe.
Le 1er janvier 2005, Towada absorbe le bourg voisin de Towadako, repoussant ainsi les limites de son territoire jusqu'au lac Towada.

### Symboles municipaux
En 1972, Towada choisit le pin rouge du Japon comme arbre symbole et l'azalée comme fleur symbole. En 2007, deux ans après l'intégration du bourg de Tawadako voisin, le pin rouge du Japon est remplacé par l'érable du Japon et l'azalée par la fleur de cerisier.  

## Musées
- Towada Art Center